# 犯罪現場 (電影)
《犯罪現場》是一部2019年香港懸疑犯罪片，由馮志強導演，爾冬陞監製，黃偉亮任動作指導，古天樂、張繼聰、宣萱、顏卓靈、姜皓文和薛凱琪主演。

## 劇情
林法樑（張繼聰飾）是一個負債累累但對貓很有愛心的警察，曾救過見習督察許少梅（顏卓靈飾），兩人也因而有著革命情感，兩人有一天一起偵辦一件命案，警方查出，被害人是汪新元（古天樂飾）強盜集團的成員徐糠（吳浩康飾），是吸食大量海洛英而神智不清時被人割頸謀殺。林法樑居然打算審訊徐糠家中的鸚鵡，還跌到被害人屍體上，弄得身上血跡斑斑，現場被破壞得亂七八糟。這使得高級督察葉守正（姜皓文飾）大怒，痛罵林法樑是廢物，並認定首領汪新元因為分贓不均而殺了徐糠。
不久前，汪新元率領徐糠、洪武（凌文龍飾）、雷友彪（張松枝飾）、歐陽克儉（李璨琛飾）等人組成汪新元強盜集團，犯下一件珠寶店搶劫大案，徐糠為了阻撓店員楊見珊（薛凱琪飾）報警，撞傷了楊見珊脊椎，導致楊見珊半身不遂，店中的保鑣何兆東（安志飾）更是憤恨難平，因為身負重傷的楊見珊是他的女友。劫匪們對警方還擊，也害得前來逛珠寶店的姚老太太（陳麗雲飾）心臟病發，其子姚笙（譚耀文飾）在槍林彈雨中為母親施行心肺復甦術，但母親還是回天乏術。過程中，劫匪們還發現雷友彪身上有竊聽器，是警方的臥底，汪新元當場將其槍殺。
徐糠保管的珠寶在徐糠死後不翼而飛，汪新元知道一定有人覬覦他們的珠寶，並想要殺了他們一夥，汪新元因壓力過大而出現了許多思覺失調症症狀，還好其租賃處的女房東丁喜悅（宣萱飾）細心照料，還為他購買抗憂鬱藥，而丁喜悅因為眼角膜損傷，視力很差，汪新元也為丁喜悅感到心疼。
林法樑與許少梅認為，珠寶店劫案的受害者們身懷血海深仇，也涉有徐糠命案的重嫌，經過調查卻毫無所獲。林法樑辦案過程數次與汪新元交手，汪新元卻堅稱，徐糠之死與自己絕對無關，而且珠寶也被人劫走，認為背後還有藏鏡人，汪新元認為葉守正犯案的可能性最大，而且被殺的雷友彪是葉守正的部下，很有可能是葉守正為了報仇雪恨才做的。
汪新元趕往提醒歐陽克儉必須小心，但就在同時，歐陽克儉也被藏鏡人用定時炸彈於歐陽太太（蔡潔飾）開設的洗衣店炸死，歐陽太太也被炸成重傷，還波及了路過的許多市民，汪新元目睹了整個經過，歐陽太太已經懷孕，被壓在櫃子下，正當汪新元要救歐陽太太時，林法樑趕來追捕汪新元，但林法樑認為救人第一，陪著汪新元先救出了歐陽太太，汪新元乘機逃脫。
汪新元找到洪武，想要調查到底誰是藏鏡人，洪武雖然認為自己也命在旦夕，但還是幫忙調查，卻在此時遇到了林法樑，並在扭打後被林法樑拘捕。葉守正要求洪武引出汪新元下落。此時，汪新元恰好劫持了葉守正的另外一個線人大雄（陳國邦飾），並在拷問大雄，想知道葉守正的涉案程度。
接下來洪武與大雄雙雙殞命，事發經過只有葉守正一人目擊，葉守正的報告稱：洪武用碎玻璃割了大雄的頸動脈，他為了救大雄，只好槍殺了洪武，但大雄已死。由於大雄死因與徐糠一模一樣，洪武也死亡，根本是死無對証，這使得葉守正嫌疑更重了，但就在案件膠著的此刻，休假中的葉守正陳屍於西貢溪邊.......

## 演員

### 領銜主演
| 演員   | 角色           | 介紹 |
| 古天樂 | 汪新元         | 強盜集團之首領 葉守正之天敵 在徐糠死後調查葉守正、何兆東、楊見珊和姚笙 一直被林法樑追着，但是一直跟其暗中合作查出杀徐糠的凶手，最后反目 後擊斃何兆東，自己亦身受重傷，再被林法樑擊斃 於結局由林法樑交代他已於生前簽下协议把眼角膜捐贈給丁喜悅                                   |
| 宣萱   | 丁喜悅 （JOY） | 视障女房東 對汪新元有好感 於結局得到已死的汪新元捐贈眼角膜而恢復視力 |
| 張繼聰 | 林法樑         | 警員，叶守正之下属 做事情婆婆妈妈的，但心里是善良的 在徐糠死后收养其鹦鹉，并想尽办法让它协助破案 一直在追踪汪新元的下落，但一直给他跑掉，这令叶守正感到愤怒 后一直暗中与汪新元合作找出杀徐糠的凶手，但最后反目，结局击毙其                                                      |
| 顏卓靈 | 許少梅         | 見習督察，林法樑之女友 做事情一向来认真，没想着反抗叶守正 在林法樑被姚笙袭击时枪毙了姚笙 |
| 姜皓文 | 葉守正         | 高級督察 劫案後因其卧底的死而與楊見珊、何兆東和姚笙合作以私刑對付汪新元一伙 林法樑，许少梅之上司，一直针对林法樑 凯叔之好友，一直被其尊重 一次抓汪新元的行动中被其枪伤左耳，导致左耳永远聋去 後找何兆東，姚笙及杨见珊谈判及分珠宝，但最后被何兆东和姚笙殺死，并把其尸体丢去西贡 |
| 薛凱琪 | 楊見珊         | 利新珠寶店職員 何兆東的女友，後為妻子 在劫案中被徐糠打至脊椎神經受傷而半身不遂 劫案後與葉守正、何兆東和姚笙合作以私刑對付汪新元一夥 于结局自己没办法得告诉林法樑何兆东的下落 |

### 主演
| 演員                  | 角色                | 介紹 |
| 譚耀文                | 姚笙                | 前江湖中人，現為牛肉小販 珠寶店劫案後因他妈的死而與楊見珊、何兆東和葉守正合作以私刑對付汪新元一伙 曾製造炸彈炸死歐陽克儉，並和何兆東殺死葉守正和弃尸 在意圖殺死林法樑時被許少梅开枪擊斃                      |
| 安志 （粵配：鄭保瑞） | 何兆東              | 珠寶店保鑣，後轉職鎗會教練 楊見珊的男友，後為丈夫 劫案後因杨见珊瘫痪的事而與其、葉守正和姚笙合作以私刑對付汪新元一伙 本片开场殺死徐糠，并和姚笙殺死葉守正和弃尸 于结局与汪新元枪战时被汪新元开枪射中颈部死亡 |
| 凌文龍                | 洪武 （綽號：紅毛） | 汪新元強盜集團小弟 在徐糠死後和汪新元跟蹤和調查葉守正、何兆東、楊見珊和姚笙 使用玻璃殺死大雄後被葉守正开枪射中头部死亡                                                                                       |
| 李璨琛                | 歐陽克儉            | 汪新元強盜集團成員 劫案後一直陪着女友，但最后与汪新元在洗衣店见面后被姚笙所製的炸彈炸死 |
| 吳浩康                | 徐糠                | 汪新元強盜集團成員、吸毒人士 在劫案中把楊見珊打至半身不遂 本片開場時被何兆東割頸而死及奪走珠寶 |
| 麥長青                | 昌哥                | 收數佬，林法樑之債主 一次行动中被一只猫得救而最后与林法樑和好，并投资其猫场 |
| 陳國邦                | 大雄                | 桑拿店職員 葉守正之線人 曾為葉守正跟蹤和調查歐陽克儉，間接使歐陽克儉被炸死 後被洪武用玻璃割喉死亡 |
| 徐廣林                | 凱叔                | 警員 叶守正之好友，一直尊重其，并成为其得力助手 |

### 特別演出
| 演員   | 角色     | 介紹                                                                                                  |
| 劉心悠 | 獸醫師   | 雀鳥專家，一直帮林法樑照顾其鹦鹉                                                                      |
| 蔡潔   | 歐陽女友 | 歐陽克儉之女友，已懷孕 經營洗衣店 被姚笙所製之炸彈炸傷，由汪新元和林法樑合力救出                      |
| 吳肇軒 | 手作仔   | 爆竊犯，崇拜汪新元 在爆竊葉守正家時遇見汪新元，並為汪新元解決電腦疑難，最后成功帮助汪新元联络到何兆东 |

### 合演
| 演員   | 角色           | 介紹                                                                                                   |
| 張松枝 | 雷友彪         | 警方卧底 在劫案中因身份敗露而被汪新元殺害                                                              |
| 陳健安 | 警方內務部探員 | 把林法樑停職，指控林法樑涉嫌殺害葉守正，必須停職受查                                                   |
| 陳麗雲 | 姚笙母親       | 在珠寶劫案中因驚嚇，心臟病發而死                                                                       |
| 譚嘉荃 |                | 大雄之妻                                                                                               |
| 鄒文正 | 亨少           | 官二代 於夜店消遣時出言頂撞汪新元而被掌摑                                                              |
| 陳炳銓 |                | 恶汉                                                                                                   |
| 周祉君 | 外送員         | 發現徐糠之屍首，欲報警時被汪新元打暈                                                                   |
| 張啟樂 | 夜店保安       | 在汪新元欲想索取夜店樓下閉路電視錄影時曾出言刁難，直至汪新元掌摑亨少時，以為汪新元是高級刑警而改變態度 |
| 張文傑 |                | 昌哥手下                                                                                               |
| 羅浩銘 | CID            | 葉Sir團隊                                                                                              |
| 胡卓希 | CID            | 葉Sir團隊                                                                                              |
| 林家熙 | CID            | 葉Sir團隊                                                                                              |
| 楊溢淙 |                | 珠宝店店员                                                                                             |
| 吳漢邦 | 足球員         | 客串                                                                                                   |
| 林志堅 | 足球員         | 客串                                                                                                   |
| 陳七   | 足球員         | 客串                                                                                                   |
| 許悅銘 | 足球員         | 客串                                                                                                   |
| 馮志強 | 足球員         | 客串                                                                                                   |
| 李子俊 | 足球員         | 客串                                                                                                   |
| 黎震龍 | 足球員         | 客串                                                                                                   |
| 黃進   | 足球員         | 客串                                                                                                   |
| 李光耀 | 足球員         | 客串                                                                                                   |
| 羅永昌 | 茶餐廳老闆     | 客串                                                                                                   |

## 票房
中國大陸累積票房2.51亿人民幣。
香港錄得逾700萬的票房成績。
荣登馬來西亞开画华语片冠军，排名领先所有亚洲电影。

## 獎項及提名
| 年份 | 颁奖典礼                    | 奖项               | 姓名           | 结果 |
| ---- | --------------------------- | ------------------ | -------------- | ---- |
| 2020 | 第3屆最港電影大獎           | 我最喜愛港片       | 《犯罪現場》   | 提名 |
| 2020 | 第39屆香港電影金像獎        | 最佳男主角         | 古天樂         | 提名 |
| 2020 | 第39屆香港電影金像獎        | 最佳男配角         | 姜皓文         | 提名 |
| 2020 | 第39屆香港電影金像獎        | 最佳攝影           | 謝忠道         | 提名 |
| 2020 | 第39屆香港電影金像獎        | 最佳剪接           | 羅永昌、鄒耀衡 | 提名 |
| 2020 | 第39屆香港電影金像獎        | 最佳美術指導       | 陳七           | 提名 |
| 2020 | 第39屆香港電影金像獎        | 最佳動作設計       | 黃偉亮         | 提名 |
| 2020 | 香港電影編劇家協會大奬2020  | 年度推薦劇本獎     | 馮志強         | 提名 |
| 2020 | 香港電影編劇家協會大奬2020  | 年度最佳電影角色獎 | 張繼聰         | 提名 |
| 2020 | 第3屆MOVIE6全民票選電影大獎 | 全民票選最佳男主角 | 張繼聰         | 提名 |
| 2020 | 第3屆MOVIE6全民票選電影大獎 | 全民票選最佳電影   | 《犯罪現場》   | 獲獎 |
| 2020 | 第3屆MOVIE6全民票選電影大獎 | 全民票選最佳導演   | 馮志強         | 獲獎 |
| 2020 | 第3屆MOVIE6全民票選電影大獎 | 全民票選最佳男主角 | 古天樂         | 提名 |
| 2020 | 第3屆MOVIE6全民票選電影大獎 | 全民票選最佳女主角 | 宣萱           | 獲獎 |
| 2020 | 第3屆MOVIE6全民票選電影大獎 | 全民票選最佳女配角 | 薛凱琪         | 提名 |
| 2020 | 第3屆MOVIE6全民票選電影大獎 | 全民票選最佳男配角 | 姜皓文         | 提名 |
| 2020 | 香港電影我撐場民選大獎2020  | 最撐男配角         | 姜皓文         | 獲獎 |
| 2020 | 香港電影我撐場民選大獎2020  | 最撐男主角         | 古天樂         | 獲獎 |

## 取景
火炭黃竹洋街、旺角花園街（花園街市政大廈附近）、洗衣街、長沙灣順寧道（順康居對出）、上環皇后大道中（Manhattan Avenue對出）、大埔廣福道附近

## 軼事
為了表現出汪新元出現思覺失調症的症狀，導演故意在部份場面以螞蟻表示他的幻覺。

## 外部連結
- 犯罪現場的Facebook專頁
- 香港影庫上《犯罪現場》的資料（繁體中文）
- 豆瓣电影上《犯罪現場》的資料 （简体中文）
- 时光网上《犯罪現場》的資料（简体中文）
- 互联网电影数据库（IMDb）上《犯罪現場》的资料（英文）